# Vanda Vályi
Vanda Vályi, née le 13 août 1999 à Eger (Hongrie), est une joueuse hongroise de water-polo. Elle est médaillée de bronze aux Jeux de 2020.

## Carrière
Vanda Vályi remporte la médaille de bronze lors du tournoi des Jeux olympiques d'été de 2020.
En 2022, elle rejoint le Plebiscito Padova en Italie, quittant le club hongrois Ferencvaros mais y revient en juillet 2023.

## Palmarès

### Jeux olympiques
- Jeux olympiques d'été de 2020 à Tokyo ( Japon) :
  -  médaille de bronze du tournoi féminin

### Championnats du monde
- Championnats du monde 2022 à Budapest ( Hongrie) :
  -  médaille d'argent du tournoi féminin
- Championnats du monde 2024 à Doha ( Qatar) :
  -  médaille d'argent du tournoi féminin
- Championnats du monde 2025 à Singapour ( Singapour) :
  -  médaille d'argent du tournoi féminin

### Championnats d'Europe
- Championnats d'Europe 2020 à Budapest ( Hongrie) :
  -  médaille de bronze du tournoi féminin